# Rhizomyia indica
Rhizomyia indica är en tvåvingeart som beskrevs av Grover 1972. Rhizomyia indica ingår i släktet Rhizomyia och familjen gallmyggor. Inga underarter finns listade i Catalogue of Life.